# تجاری سازی انرژی‌های تجدید پذیر

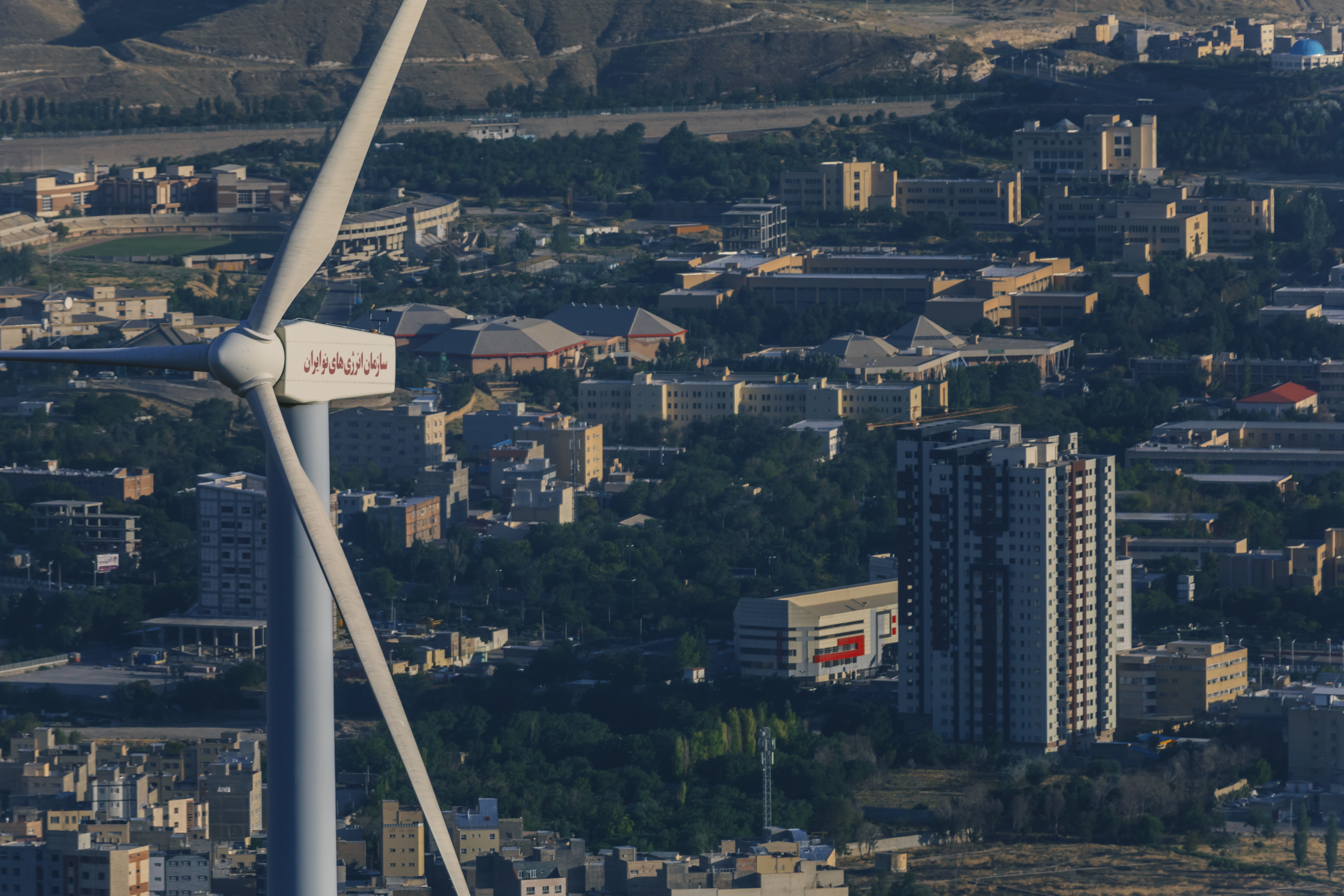
یک توربین بادی بر فراز کلانشهر تبریز

تجاری سازی انرژی‌های تجدید پذیر (به انگلیسی: Renewable energy commercialization) به گسترش و تجاری سازی ۳ نسل از تکنولوژی انرژی‌های تجدید پذیر در صد سال گذشته گفته می‌شود.
فرایند گسترش نسل ۱ این انرژی‌ها به بلوغ رسیده و کاملاً در عرصه تجاری حضور دارند شامل: الکتریسیته زمین‌گرمایی، نیروی برق‌آبی، زیست‌توده و انرژی زمین‌گرمایی
نسل ۲ هم تقریباً آماده حضور در بازار است شامل: کلکتور گرمایی خورشیدی، توان بادی، فتوولتاییک، انرژی خورشیدی و نسل جدید زیست‌انرژی
اما نسل ۳ این تکنولوژی نیاز به تلاش و فرایندهای تحقیق و توسعه دارند شامل گازی‌سازی و انرژی دریایی.

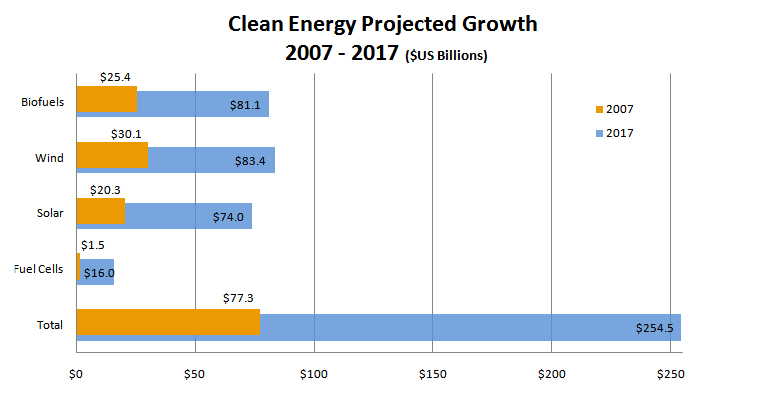
رشد جهانی سرمایه‌گذاری در انرژی‌های تجدید پذیر (2007–2017)